# Ismail Kadare
Ismail Kadare (Gjirokastra, 28. siječnja 1936. − Tirana, 1. srpnja 2024.) albanski je pisac svjetskoga glasa. Prvi je dobitnik nagrade Man Booker International (2005. godine). Premda su mu djela objavljena na četrdesetak jezika, hrvatskoj je široj javnosti gotovo potpuno nepoznat: na hrvatski je prevedeno samo nekoliko njegovih djela, i to uglavnom s jezikâ posrednikâ.

## Životopis
Kadare je rođen 28. siječnja 1936. u gradu Gjirokastru (Gjirokastër / Gjirokastra) na jugu Albanije, u obitelji skromnog sudskog službenika. Majka mu potječe iz imućne porodice pa odrasta u liberalnoj i obrazovanoj građanskoj sredini. Djetinjstvo i rodni grad (pod naizmjeničnom talijanskom odnosno grčkom okupacijom tijekom Drugog svjetskog rata) opisuje u romanu Kronikë në gur (Kronika u kamenu).
Studira na Sveučilištu u Tirani i na Zavodu za književnost Maksim Gorki u Moskvi.
Šezdesetih godina XX. stoljeća radi kao novinar i urednik te počinje objavljivati poeziju. 
Godine 1963. objavljuje prvi roman, Gjenerali i ushtrisë së vdekur (General mrtve vojske), koji doživljava uspjeh i u zemlji i u inozemstvu. Po romanu je 1983. snimljen istoimeni film s Marcellom Mastroiannijem u glavnoj ulozi.
Otad redovno objavljuje brojna djela koja su ga učinila jednim od najvažnijih europskih pisaca XX. stoljeća. Među njima se posebno ističe Pallati i ëndrrave (Palača snova, 1981.), politička alegorija čija je radnja smještena u osmanski Istanbul, ali kojom Kadare na suptilan način kritizira komunistički režim Envera Hoxhe.
Godine 1990., pred sam pad komunizma u Albaniji, dobiva azil u Francuskoj. Azil je zatražio zbog, kako kaže, nepomirljivosti istinskog književnog stvaralaštva i diktature; "Pisac je prirodni neprijatelj diktature". Kadare ostaje u Francuskoj do 1999., kad se vraća u Albaniju. Trenutačno živi u objema zemljama, na relaciji Tirana-Pariz.
Preminuo je u Tirani, 1. srpnja 2024. godine.

## Odabrana djela
- Gjenerali i ushtrisë së vdekur (General mrtve vojske, 1963.)
- Përbindëshi (Čudovište, 1965.)
- Kështjella (Tvrđava, 1970.)
- Kronikë në gur (Kronika u kamenu, 1971.)
- Dimri i madh (Velika zima, 1977.)
- Ura me tri harqe (Most na tri luka, 1978.)
- Kush e solli Doruntinën (1980)
- Prilli i thyer (1980)
- Pallati i ëndrrave (Palača snova, 1981.)
- Dosja H. (1981)
- Koncert në fund të dimrit (Koncert na kraju zime, 1988.)
- Piramida (1992.)
- Përballë pasqyrës së një gruaje (2001.)
- Jeta, loja dhe vdekja e Lul Mazrekut (2002.)
- "Tri elegije za Kosovo", Edicije Božičević, Zagreb, 2000., ISBN 953-6751-07-0
- "Lutka" (Kukulla), VBZ, Zagreb, 2017., ISBN 978-953-304-987-8
- "Razgovor o brilijantima jednog decembarskog popodneva"

## Nagrade, priznanja, članstva
• Dopisni član Akademije moralnih i političkih znanosti u Parizu;

• Dobitnik odličjâ francuske Legije časti;

• Dobitnik nagrade Prix mondial Cino Del Duca 1992.;

• Dobitnik nagrade Herder 1998.;

• Dobitnik nagrade Man Booker International 2005.;

• Dobitnik nagrade Princ od Asturije 2009.;

• Dobitnik nagrade Jerusalem 2015.;

• Dobitnik nagrade Letërsia shqipe 2017.;

• Dobitnik nagrade Nonino 2018.